# 우플란드

우플란드의 문장

우플란드의 위치

우플란드(스웨덴어: Uppland)는 스웨덴 중부 스베알란드 지역을 구성하는 지방 가운데 하나로 면적은 12,813km2, 인구는 1,433,020명(2009년 기준)이다. 남쪽으로는 쇠데르만란드 지방, 서쪽으로는 베스트만란드 지방, 북쪽으로는 예스트리클란드 지방과 접하며 동쪽으로는 발트해와 접한다. 스톡홀름 북부에 위치하며 웁살라주와 스톡홀름주가 이 지방에 속한다. 지방을 상징하는 꽃은 서양패모, 동물은 흰꼬리수리이다.

## 문화
비르카 고고학 지역과 드로트닝홀름 궁전은 유네스코 세계문화유산 지역들이다.